# Bracelet de cheville

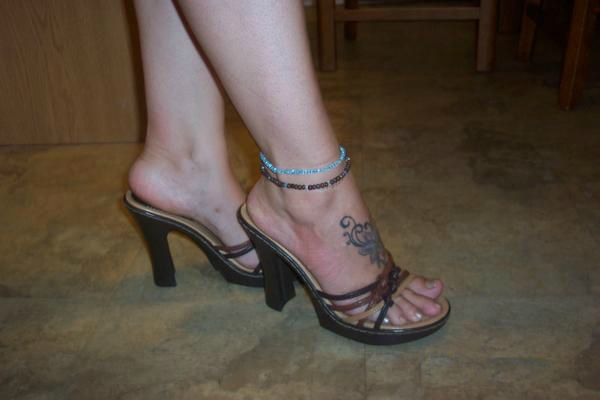
Bracelet de cheville et talon haut

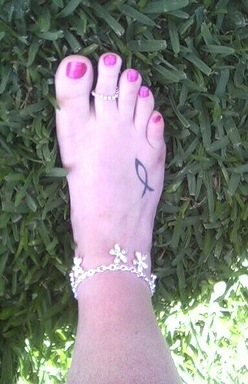
Bracelet de cheville et bague d'orteil

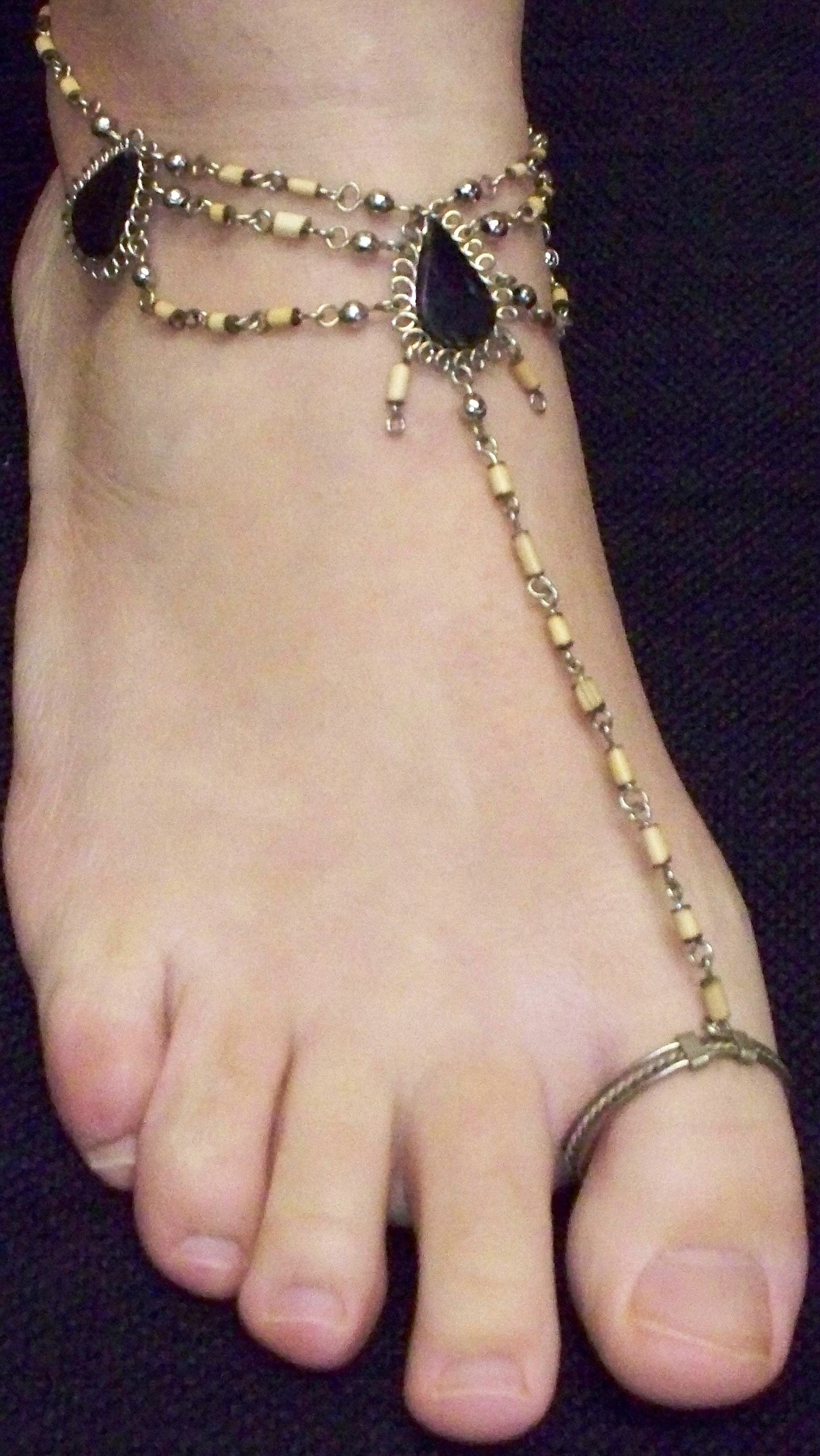
Bague d'orteil reliée à un bracelet de cheville

Un bracelet de cheville, souvent nommé chaîne de cheville, est un bracelet porté à la cheville. Cet article de joaillerie est originaire d'Inde et traditionnellement porté par la gent féminine. En Inde, les bracelets de cheville ornent en général des pieds nus et complètent la parure du pied constituée par les bagues d'orteil. Aujourd'hui, s'ils sont portés par les jeunes des deux sexes dans les pays occidentaux, ils n'en demeurent pas moins l'apanage des femmes en Asie et en Afrique. Le bracelet de cheville dans sa forme la plus traditionnelle est en or ou en argent, mais il existe aujourd'hui des bracelets constitués d'autres matériaux - les formes et les matières dépendent exclusivement de la créativité du joaillier.  Si la large majorité des bracelets de cheville possèdent un fermoir permettant le retrait du bijou, il existe également des bracelets de cheville permanents, fermés au moyen d'une soudure. Avec les bagues d'orteil et les boucles d'oreille, le bracelet de cheville fait partie des rares bijoux conçus pour être portés par paire.

## Europe
Des bracelets de cheville en bronze font leur apparition à l'âge du bronze en Europe, et en particulier sur les rives du Danube, dans les régions des Alpes. Une large partie du sud de la France possède des traces de ces pratiques. Ces bracelets font partie de trésors issus de tumulus (autour de 1800 av. J-C) et ont été retrouvés avec d'autres bijoux typiques de cette époque.

## Asie

### Chine
Traditionnellement, les enfants chinois devaient porter des bracelets de cheville afin d’écarter les mauvais esprits et servir de talisman. Devenu récemment un objet de mode, Qeelin sort dans sa collection Ling Long un bracelet de cheville en or blanc et pavé de diamant. Ce dernier célèbre la féminité et la séduction. Le grelot contient un diamant pour produire le son.

### Inde
Pendant la période Sunga, le bracelet de cheville est, au même titre que la ceinture, l’un des incontournables de la parure féminine. C’est de plus pendant cette période un attribut exclusivement féminin. Au travers de la littérature, la forme la plus commune de chaîne de cheville est décrite comme un assemblage d’anneaux fins, alignés ou entrelacés. Il peut arriver que les anneaux situés aux extrémités du cylindre formé par le bracelet aient des propriétés différentes: on a vu des bracelets pour lesquels ces anneaux étaient beaucoup plus imposants ou décorés. Par exemple, ceux de Sirima Devata étaient gravés à leur extrémités de têtes de Makara. Les bracelets de cheville portés par les femmes d’un statut social moins élevé ne possèdent généralement pas ces subtilités et sont simplement formés d’un assemblage d’anneaux simple. Dans les régions du Sanchi, ces bracelets atteignent des tailles record, et peuvent parfois s’étendre de la cheville jusqu’au genou. Le second type de bracelet de cheville porté à l’époque se présente sous la forme d’un cylindre rond, souvent très lourd. Les femmes portaient souvent les deux types de bracelets simultanément, en installant le plus léger (anneaux spiralés) sous le plus lourd (cylindre forgé). Ce dernier possède en général une légère bosse latérale. Les femmes de l’époque apprécient également les sons produits lors de la marche, c’est pourquoi des petites cloches sont souvent - mais pas toujours - suspendues au bracelets de cheville. Ces clochettes pouvaient éventuellement être remplacées par des petites pierres ou des coquillages qui frappent le métal du bracelet lorsque la jambe est en mouvement. Ce type de bracelet de cheville est porté en particulier par les danseuses de l’époque.
Un conte épique issu de la littérature tamoule et datant du premier siècle de notre ère a pour sujet principal un bracelet de cheville. Ce texte intitulé Cilappatikaram («L'histoire du bracelet de cheville») raconte l'histoire d'une femme dont l'époux est assassiné alors qu'il essayait de vendre un bracelet de cheville à un orfèvre malhonnête. Ce poème décrit les bracelets avec une grande précision.
En hindi et en panjābī, jhangheer est le terme correspondant au mot bracelet de cheville, mais signifie également chaîne. Cette chaîne devait traditionnellement être portée par la femme le jour des noces. Certains bracelets de cheville étaient très lourds et il était difficile pour la femme de se mouvoir lorsqu'elle les portait. En Inde, la mode des bracelets de cheville très lourds s'est éteinte dans les zones urbaines, mais demeure assez présente en milieu rural.

### Asie du Sud
Les femmes rajasthanies portent les bracelets de cheville les plus lourds au monde. Ces derniers sont généralement en argent et sont symbole d'une appartenance à la communauté tribale. Ces femmes les portent également en tant qu'objet de parure dans leur costume traditionnel, mais cela représente surtout la bravoure au sein de la tribu et contre les autres tribus. 
Beaucoup plus rarement, les bracelets de cheville ont pu être portés par paire et reliés par une chaîne, afin de limiter les mouvements du porteur. Cette pratique a d'abord été présente en Asie du Sud-Est, où les petits pas étaient considérés comme un idéal de la marche féminine. Aujourd'hui, certaines femmes d'Occident en portent également, mais rarement en public.

## Afrique & Moyen-Orient

### Égypte
Dans l'Égypte antique, le port de bracelets de cheville est l’une des marques de la prostitution. En effet, la fille publique doit se distinguer des femmes chastes en portant des vêtements d’homme. Sa féminité et l’érotisation de sa personne sont assurés par un soin particulier du corps (pommades, huiles, parfums) et le port de nombreux bijoux, dont les bracelets de cheville. De manière similaire, le «khalkhal» - bracelet de pied - participe directement à l’érotisation du corps selon Mariem Derwich,.

### Moyen-Orient
- Le conte du bracelet de cheville[N 2] est le titre du vingtième chapitre du livre Les Mille et Une Nuits[6].

Au XVIe siècle en Orient, la prostitution - y compris la prostitution masculine - utilisait encore les bracelets de cheville comme marqueur.  

### Afrique de l'Ouest

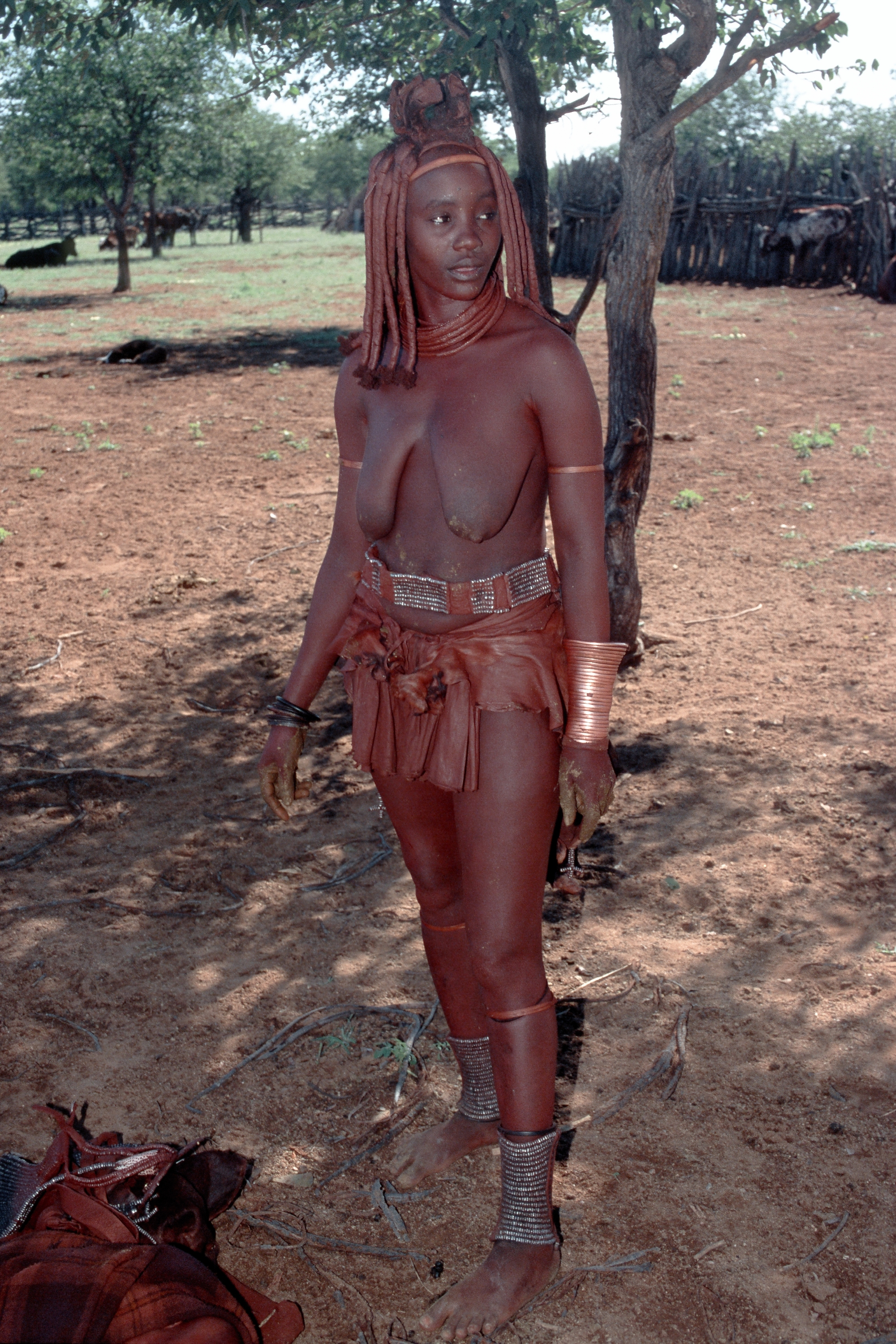
Femme Himba portant des bracelets de cheville

Parmi les Senoufo, le bracelet de cheville est porté lors des rites initiatiques, les fêtes et funérailles. Ce bracelet en bronze est rigide, et mesure jusqu’à 16 cm de long. Il n’est pas rare d’observer des gravures d’animaux, tels que le saurien ou le crocodile. Ces bracelets sont confectionnés à la cire perdue. Les Senoufo portent également un bracelet de cheville en forme de pirogue, la plupart du temps en laiton. Ce bracelet est porté par les femmes comme par les hommes et sert de d’objet rituel pour les forgerons. Un lézard gravé à l’une des extrémités représente le génie protecteur. 
Les femmes peulh sont réputés pour être très coquettes et arborent volontiers des bracelets de cheville, au même titre que leurs imposantes paires de boucles d’oreille ou leurs coiffures très travaillées. Le nombre de bijoux et leur valeur marchande étant directement relié avec la richesse de la famille, il n’est pas rare que les femmes fortunées portent plusieurs anneaux de cheville par jambe, ou bien aussi aux bras. Les métaux varient également, on trouve notamment des bracelets de cheville en aluminium, en argent, en bronze ou en or.
Les anneaux de chevilles portés lors de la célébration du mariage sont généralement incurvés en forme de V et peuvent peser relativement lourd (1,7 kg). En wolof, le bracelet de cheville ‘’Lamon tank Khaliss‘’ est un bracelet réservé aux aristocrates.
Au Niger, les femmes Peulh Bororo du Niger portent également des bracelets de cheville, par deux ou trois. Ces bracelets sont portés pendant l’enfance jusqu’à la naissance du premier enfant.
Au Burkina Faso, les femmes appartenant à l’ethnie Kassena Ghana reçoivent des bracelets de cheville pour dot. Le bracelet, selon les critères esthétiques et selon sa valeur marchande définit donc le rang social du futur couple. Celui-ci est souvent plus léger que les précédents (300 g) et plus finement travaillé. On observe notamment des motifs torsadés.

### Afrique Centrale
En République démocratique du Congo, les femmes mongos portent en parure des bracelets de cheville. Ce bracelet, à mi-chemin entre la sphère et le tore, est important dans l’économie du village puisqu’il est utilisé en tant que dot. En effet, le fiancé doit offrir cinq paires de bracelets à sa fiancée avant de pouvoir envisager l’union. Ces bracelets, rigides et forgés, ne portent pas de décoration et peuvent atteindre 1 kg par bracelet.
Parmi les Fangs, les femmes portent un bracelet imposant, moulé à la terre. Ce bracelet peut atteindre 1,5 kg et présente trois lignes saillantes en guise de décoration. De manière analogue aux traditions mongos, ce bracelet fait partie intégrante de la dot, mais il peut également être utilisé comme monnaie d’échange lors de troc.

## L'ornement
Vers la fin du XXe siècle, les bracelets de cheville - sous leur forme traditionnelle ou bien en tant que bijou de fantaisie - deviennent à la mode aux États-Unis puis en Europe.

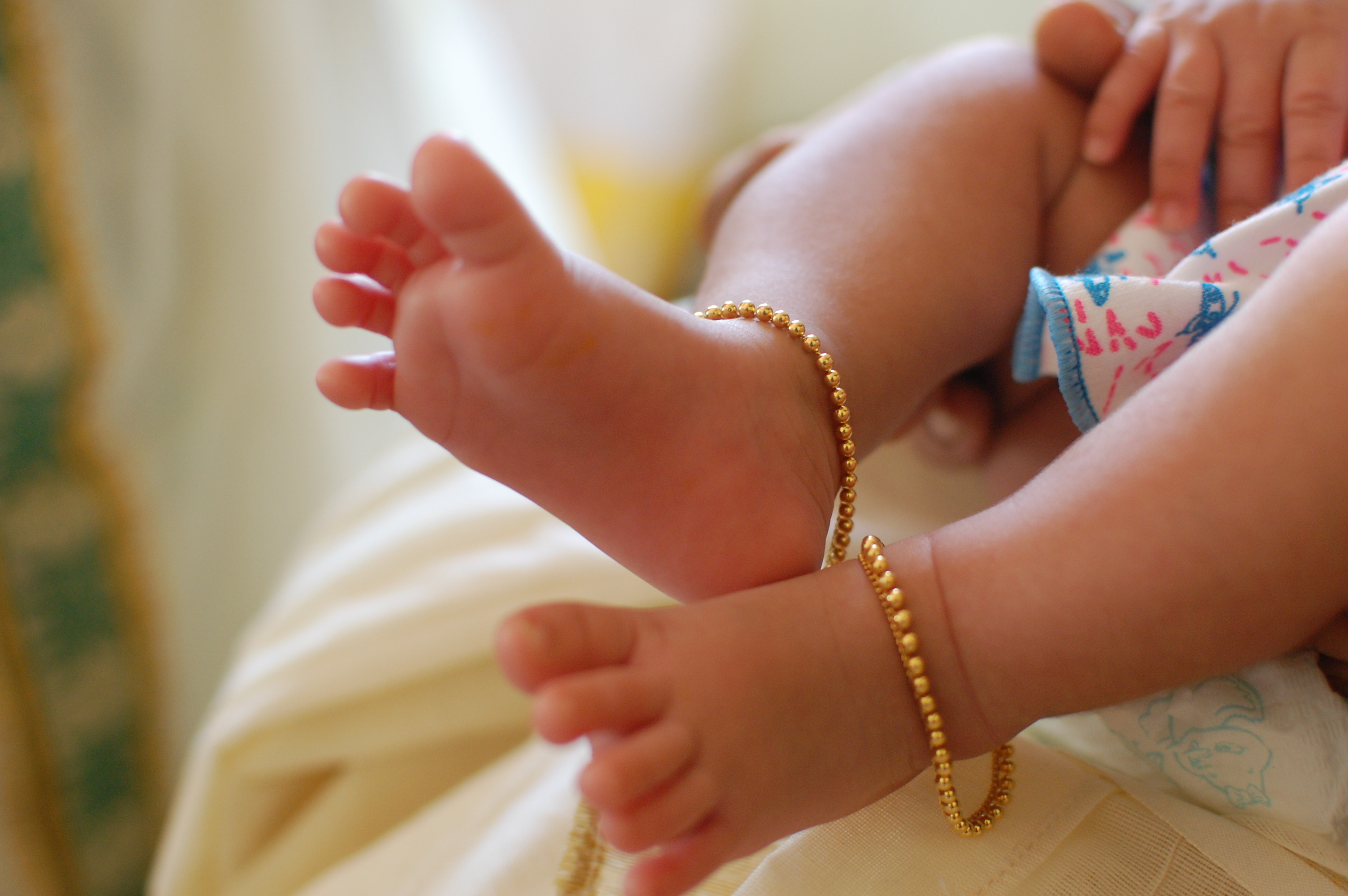

Les chaînes de cheville sont traditionnellement faites en argent ou en or, mais il en existe également en cuir ou en matériaux moins précieux tels que la matière plastique ou le nylon : à l'instar de nombreux bijoux, la forme et les matériaux utilisés dépendent essentiellement de la créativité du joaillier. En occident, les chaînes de cheville sont principalement portées par les jeunes filles, mais certaines femmes plus âgées en portent également.  
Les bracelets de cheville peuvent être de deux types. 
- Les bracelets flexibles, souvent appelés paayal, pajeb ou encore jhanjhar en Inde, sont constitués d'une chaîne dont les maillons sont mobiles les uns par rapport aux autres. Ces derniers peuvent se voir attacher des grelots de manière que le pas du porteur du bijou soit accompagné d'un cliquetis sonore plaisant à l'oreille. Pendant la période Purdah, le son des grelots permettait d'avertir de la présence d'une femme aux alentours.
- Les bracelets rigides sont constitués d'une plaque forgée. Si ces derniers peuvent être enlevés, cette plaque présente une charnière. Ce type de bracelet peut également être soudé et donc non enlevable. L'immense majorité des bracelets de cheville portés en Afrique est de ce type.

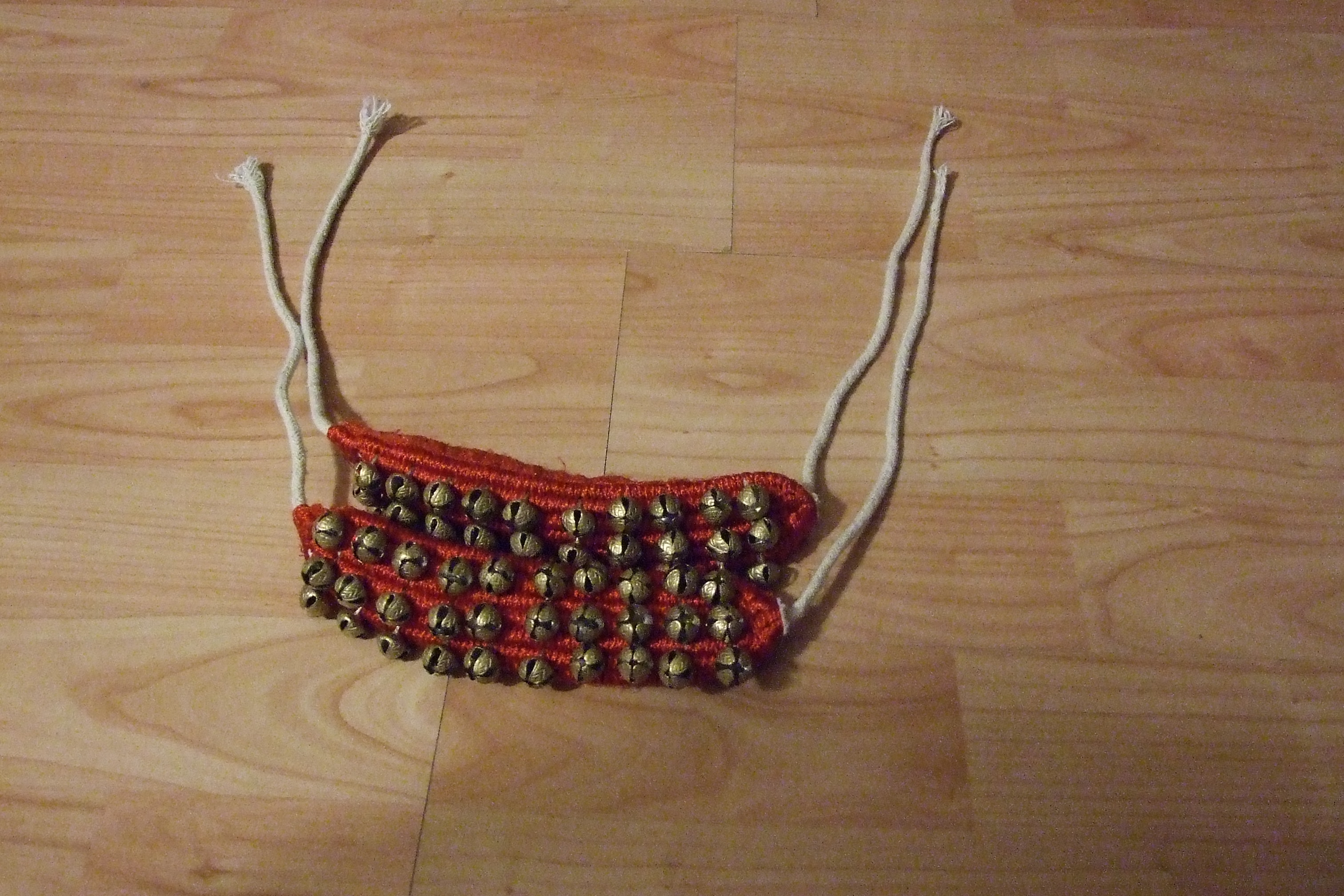
Une paire de ghunghurus

Les Salangai et Ghunghru sont deux types de grelots portés aux chevilles au moyen de bracelets par les danseurs bharata natyam, kathak, kuchipudi et odissi.

## Signification
Dans la culture occidentale, le bracelet de cheville n'a plus réellement de signification symbolique et peut être portée sur la cheville gauche ou droite, ou même par paire.
Cependant il est courant chez les femmes hétérosexuelles de le porter à la cheville droite, la gauche "représentant" le contraire.